# Luchthaven Stord Sørstokken
Luchthaven Stord Sørstokken is een lokaal vliegveld in de gemeente Stord op het gelijknamige eiland in de provincie Vestland in Noorwegen. Het vliegveld ligt aan de westkant van het eiland, zo'n 10 kilometer ten noordwesten van de hoofdplaats Leirvik.
Sørstokken werd geopend in 1985 en had toen een landingsbaan van goed 1000 meter. Deze is sindsdien verlengd tot de huidige 1460 meter. Het is een van de weinige vliegvelden in Noorwegen dat niet wordt geëxploiteerd door Avinor. Het heeft een dagelijkse verbinding met Oslo die wordt uitgevoerd door Danish Air Transport. Daarnaast vliegt Widerøe incidenteel naar Molde. 